# Planète sans noyau
Une planète sans noyau (en anglais coreless planet) est une planète tellurique qui ne possède pas de noyau métallique en son cœur. En d'autres termes, une telle planète ne serait qu'un épais manteau rocheux allant des couches supérieures (depuis la base inférieure de la croûte) de la planète jusqu'à son centre. Contrairement à ce que pourrait laisser croire ce nom, ces objets ne sont pas des planètes creuses.

## Origine
Selon un article de Sara Seager et Linda Elkins-Tanton datant de 2008, il y a probablement deux mécanismes menant à la formation d'une planète sans noyau.

### Premier mécanisme
Le premier mécanisme correspond à l'accrétion de matériau riche en eau et complètement oxydé, similaire aux chondrites, où tout le fer métallique est à l'intérieur de cristaux minéraux de silicate. Les planètes se formant de cette façon pourraient le faire dans des régions froides situées loin de l'étoile centrale.

### Second mécanisme
Le second mécanisme correspond à l'accrétion à la fois de matériau riche en eau et de matériau riche en fer métallique. Le fer métallique réagit avec l'eau pour former de l'oxyde de fer et libère de l'hydrogène avant que la différenciation du noyau métallique ne se soit produite. Si les gouttelettes de fer sont bien mélangées et suffisamment petites (moins d'un centimètre), le résultat final prédit est que le fer est oxydé et emprisonné dans le manteau, ce qui le rend incapable de former un noyau.

## Caractéristiques physiques
D'après les modèles, la taille des planètes sans noyau ne serait différente que de quelques pour cent de celle des planètes avec noyau, ce qui rend difficile la détermination de la structure et de la composition internes des exoplanètes à partir de leur masse et de leur rayon.

## Champ magnétique
Le champ magnétique de la Terre provient de son noyau métallique liquide, mais dans les super-Terre la masse peut induire une pression importante avec une grande viscosité et une température de fusion élevée qui pourrait empêcher que l'intérieur de ces planètes se sépare en plusieurs couches et donc résulterait en un manteau indifférencié et sans noyau. L'oxyde de magnésium, qui existe sous forme rocheuse (solide) sur Terre, pourrait être liquide aux pression et température présentes à l'intérieur des super-Terre et donc générer un champ magnétique dans le manteau de ces planètes,.